# Annona cacans
Annona cacans är en kirimojaväxtart som beskrevs av Johannes Eugen ius Bülow Warming. Annona cacans ingår i släktet annonor, och familjen kirimojaväxter. Utöver nominatformen finns också underarten A. c. glabriuscula.